# Elecciones estatales de Penang de 2013
Las elecciones estatales de Penang de 2013 tuvieron lugar el 5 de mayo del mencionado año con el objetivo de renovar los 40 escaños de la Asamblea Legislativa Estatal, que a su vez investiría a un Ministro Principal para el período 2013-2018, a no ser que se convocaran a elecciones anticipadamente en este período. Al igual que casi todas las elecciones estatales de Malasia, excepto Sarawak, se realizaron al mismo tiempo que las elecciones federales para el Dewan Rakyat a nivel nacional. El legislativo se disolvió el 5 de abril, y el día de la nominación fue el 20 de abril.
El oficialista Pakatan Rakyat (Pacto Popular) obtuvo una indiscutida y arrolladora victoria con el 67.53% de los votos, logrando defender con éxito su mayoría de dos tercios y arrebatarle un escaño extra (30 de 40) al opositor Barisan Nasional (Frente Nacional), que obtuvo el 32.09% de los votos y solo 10 escaños. La participación electoral se incrementó enormemente con respecto a los anteriores comicios, lográndose un 86.93%. A pesar de la campaña masiva del BN, oficialista a nivel nacional, por recuperar Penang, que fue patrocinada por PSY, Busta Rhymes y Ludacris, la oposición estatal no se vio beneficiada y continuó sufriendo pérdidas con respecto a los anteriores comicios.
Más tarde se reveló que el intento a gran escala del BN de recapturar Penang, que perdió en las elecciones anteriores, recibió fondos financieros sustanciales de Jho Low, un magnate nacido en Penang famoso por su participación en el escándalo de 1Malaysia Development Berhad (1MDB).

## Antecedentes
Los comicios serían los decimoterceros en Penang desde la independencia de Malasia en 1957 y los decimocuartos en general. El Pakatan Rakyat había ganado las elecciones estatales de 2008 y buscaba revalidar su mayoría de dos tercios obtenida en dichos comicios. Su principal contendiente sería el Barisan Nasional, que buscaría recuperar el oficialismo estatal.
De conformidad con la Constitución Estatal, la Asamblea Legislativa Estatal tiene un mandato de un máximo de cinco años, pasados los cuales se disuelve automáticamente, aunque lo usual es que el Gobernador, por consejo del Ministro Principal, la disuelva antes de tiempo y llame a elecciones. Por convención, y tal como sucedió en todos los comicios desde la independencia, la Asamblea Legislativa se disuelve al mismo tiempo que el Parlamento de Malasia, garantizando que Penang celebre sus elecciones al mismo tiempo que el resto del país.
Una elección estatal debe realizarse dentro de los sesenta días posteriores a la disolución. En consecuencia, la Comisión Electoral de Malasia estableció el 20 de abril como el día de nominación y el 5 de mayo como el día de la votación, lo que dio un período de campaña de quince días.

## Campaña

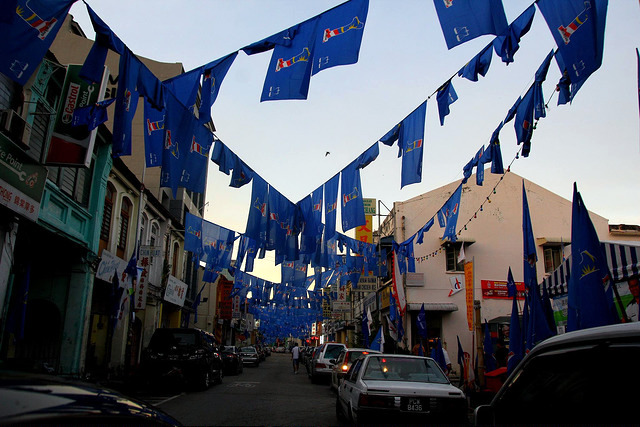
La colocación indiscriminada de banderas del BN fue considerada como un aliciente para la aplastante derrota de la coalición.

El gobierno del Pakatan Rakyat hizo campaña al enfatizar los logros de la administración durante su mandato de cinco años, incluidas las políticas de bienestar social dirigidas a los necesitados y su éxito en reducir las deudas públicas del estado en un 95%. Este último, junto con un fuerte aumento de las inversiones extranjeras directas en Penang desde 2008, había sido aclamado por Bloomberg, un medio de comunicación estadounidense, como "el mayor éxito económico de Malasia"; el artículo agregaba que "el resurgimiento económico de Penang puede reforzar la afirmación de Pakatan Rakyat de que puede ser una alternativa al Barisan Nasional, que ha dirigido el país desde la independencia del gobierno británico en 1957".
Por otro lado, el Barisan Nasional confió notablemente en el respaldo financiero de Jho Low, un empresario nacido en Penang que estuvo involucrado con el 1Malaysia Development Berhad (1MDB), un fondo de inversión nacional establecido por el primer ministro de Malasia, Najib Razak. Se gastaron generosos fondos en material de campaña y eventos, incluidas cenas públicas gratuitas, rifas y conciertos con famosos artistas internacionales. El primer ministro Najib hizo también promesas magnánimas a los penanguitas en el transcurso de la campaña, como la construcción de 9,999 unidades de viviendas asequibles en Air Itam por 1MDB y un sistema de monorraíl dentro de Penang.
Los excesos de la campaña del BN se hicieron más evidentes hacia el día de la votación, con decenas de miles de banderas de 1Malaysia y el BN colocadas al azar en las calles de George Town. En muchos casos, las banderas azules estropearon el paisaje de la ciudad. Una vez más, Jho Low supuestamente estaba detrás de la producción de una cantidad de banderas sin precedentes. Según los informes, el jefe del BN en Penang y candidato a Ministro Principal, Teng Chang Yeow, suplicó a los hombres de Jho Low que pusieran las banderas correctamente, al tiempo que negó que el BN fuera responsable de la gran cantidad de banderas vinculadas a BN en toda la ciudad.

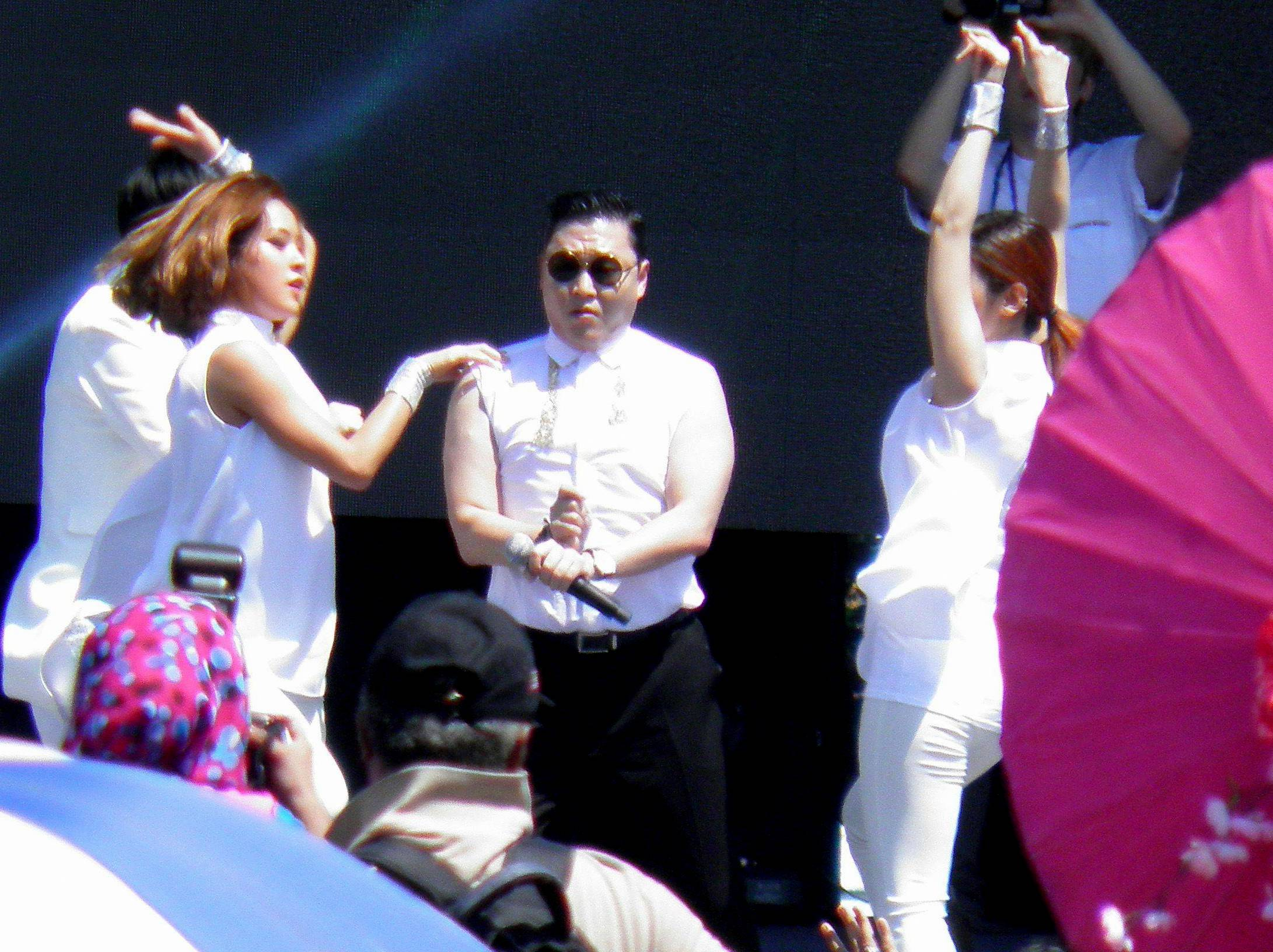
El cantante PSY durante un mitin del BN, el 11 de febrero de 2013.

Tanto el BN como el PR celebraron concentraciones y mítines en todo el estado, conocidos en idioma malayo como ceramah. Los mítines de Pakatan Rakyat (PR), en particular, atrajeron desvíos récord y generaron una cantidad considerable de donaciones. Por ejemplo, un mitin en el Han Chiang College en George Town el 29 de abril de 2013 atrajo a una multitud de 50,000 personas; los oradores principales durante el mitin incluyeron al Ministro Principal y candidato a la reelección Lim Guan Eng; al líder de la bancada del DAP en el Dewan Rakyat, Lim Kit Siang; el presidente del partido Karpal Singh; y el candidato a primer ministro del PR, Anwar Ibrahim. Al día siguiente, una concentración aún mayor, a la que asistieron más de 100.000 personas, se llevó a cabo en la Explanada de George Town.
Mientras tanto, el BN, aprendiendo de su derrota en las elecciones anteriores, organizó una serie de conciertos patrocinados, que fueron apoyados financieramente por Jho Low. El más famoso de todos fue el concierto del cantante surcoreano PSY en el Han Chiang College el 11 de febrero, días después del Año Nuevo Chino. Justo antes de que PSY apareciera en el escenario, fue el primer ministro de Malasia, Najib Razak, el que dio un discurso. Najib procedió preguntando repetidamente a la multitud "¿Están listos para PSY?" a lo que la multitud exclamó "¡Sí!". Sin embargo, luego preguntó "¿Están listos para el BN?" a lo que más de la mitad de los presentes contestó con un rotundo "¡No!". De hecho, casi toda la multitud se dispersó luego de que PSY terminara de ejecutar su Gangnam Style. Otro concierto se llevó a cabo en el mismo lugar el 20 de abril, presentando artistas internacionales como Busta Rhymes, Ludacris, Gigi Leung, Alan Tam y Hacken Lee.

## Incidentes violentos
El 23 de abril de 2013, un explosivo improvisado (IED) explotó en un mitin de Barisan Nasional en Sungai Jawi. La explosión no causó víctimas, aparte de un empleado de BN que resultó levemente herido. Una segunda bomba, encontrada más tarde en la escena, fue detonada de forma segura por la policía.
El 24 de abril, los "Mat Rempits" (motociclistas violentos) financiados por el BN interrumpieron en un mitin del Pakatan Rakyat en Gelugor. Un periodista fue asaltado por estos tras intentar tomar fotografías del incidente.
Durante el día de la votación el 5 de mayo, una pandilla de extremistas del BN se reunieron en un centro de votación en Air Itam y provocaron a los partidarios del PR, lo que provocó una pelea a puñetazos entre ambos grupos. Más espectadores se unieron a la lucha y atacaron a los extremistas de BN, lo que provocó que la banda de BN huyera de la escena.

## Resultados
|  | 37.70 % |

|  | 47.50 % |

|  | 20.42 % |

|  | 25.00 % |

|  | 5.10 % |

|  | 2.50 % |

|  | 67.53 % |

|  | 75.00 % |

|  | 16.96 % |

|  | 25.00 % |

|  | 9.14 % |

|  | 0.00 % |

|  | 4.93 % |

|  | 0.00 % |

|  | 1.06 % |

|  | 0.00 % |

|  | 32.09 % |

|  | 25.00 % |

|  | 0.32 % |

|  | 0.00 % |

|  | 0.03 % |

|  | 0.00 % |

|  | 0.02 % |

|  | 0.00 % |

|  | 98.79 % |

|  | 1.21 % |

|  | 100.00 % |

|  | 86.93 % |